# Super Bowl XXIX
Super Bowl XXIX var den 29. udgave af Super Bowl, finalen i den amerikanske football-liga NFL. Kampen blev spillet 29. januar 1995 på Joe Robbie Stadium i Miami og stod mellem San Francisco 49ers og San Diego Chargers. 49ers vandt 49-26 og sikrede sig dermed holdets femte Super Bowl-sejr.
Kampens MVP (mest værdifulde spiller) blev 49ers quarterback Steve Young.
| NFL | Spire Denne artikel om NFL er en spire som bør udbygges. Du er velkommen til at hjælpe Wikipedia ved at udvide den. |